# 福居純
福居 純（ふくい あつし、1938年9月5日 - ）は、日本の哲学者、一橋大学名誉教授、旧・東京都立大学名誉教授。山崎賞受賞。

## 人物・来歴
愛媛県生まれ。愛媛県立大洲高等学校、1962年東京大学教養学部フランス科卒、1964年同大学院比較文学比較文化修士課程修了、1967年同博士課程単位取得満期退学、日本学術振興会奨励研究員、1968年一橋大学法学部専任講師、1971年助教授、1981年教授、1982年山崎賞受賞、1991年東京都立大学人文学部教授、1998年「デカルト研究」で大阪市立大学文学博士。2001年富士常葉大学流通経済学部教授、2003年立正大学文学部教授、2009年定年退任。2018年春の叙勲で瑞宝中綬章を受章。
デカルト、スピノザを研究。

## 著書
- 『デカルト研究』創文社 1997.1
- 『スピノザ『エチカ』の研究 『エチカ』読解入門』知泉書館 2002.9
- 『デカルトの「観念」論 『省察』読解入門』知泉書館 2005.10
- 『スピノザ「共通概念」試論』知泉書館 2010.9
- 『デカルトの誤謬論と自由』知泉書館 2014.6

### 翻訳
- ジュヌヴィエーヴ・ロディスールイス『デカルトと合理主義』白水社(文庫クセジュ)1967
- ジャン・メナール『パスカル』ヨルダン社(作家と人間叢書)1974
- ポール・フルキエ『哲学講義 1』中村雄二郎共訳 筑摩書房 1976 のち学芸文庫
- シモーヌ・ヴェーユ『科学について』中田光雄共訳 みすず書房 1976

## 参考
- J-GLOBAL
- 石垣壽郎「福居純先生を送る」 - CiNii